# Yuri Kawamura
Yuri Kawamura (川村 優理, Kawamura Yuri), née le 17 mai 1989, est une joueuse internationale de football japonaise.

## Biographie
Le 13 janvier 2010, elle fait ses débuts dans l'équipe nationale japonaise contre l'équipe du Danemark. Elle participe à la Coupe du monde 2015. Elle compte 32 sélections et 2 buts en équipe nationale du Japon de 2010 à 2017.

## Statistiques
Le tableau ci-dessous présente les statistiques de Yuri Kawamura en équipe nationale
| Équipe du Japon | Équipe du Japon | Équipe du Japon |
| Année           | Matchs          | Buts            |
| --------------- | --------------- | --------------- |
| 2010            | 2               | 0               |
| 2011            | 0               | 0               |
| 2012            | 0               | 0               |
| 2013            | 2               | 0               |
| 2014            | 7               | 1               |
| 2015            | 10              | 1               |
| 2016            | 8               | 0               |
| 2017            | 3               | 0               |
| Total           | 32              | 2               |

## Palmarès
- Finaliste de la Coupe du monde 2015
- Vainqueur de la Coupe d'Asie 2014